# Грб Крањске
 Грб Крањске је грб историјске провинције Крањске, која је отприлике обухватала данашње Словеначке покрајине: Горењску,  Долењску, Нотрањску и дијелове Приморске.

## Крањска
Крањска (сатослов.: Крајнска, лат. Carniola), се први пут спомиње 973. године као дио  Корушког војводства]. Од 1002. године Крањска постаје независна погранична жупанија, да би 1364. постала војводство, а од 1849. до 1918. године крунски посјед (зависна краљевина). Као административна јединица ЦКрањска је била дио Светог римског царства, а затим  Хабсбуршке монархије. Укинута је оснивањем Државе Словенаца, Хрвата и Срба након Првог свјетског рата.

## Формирање грба
У многим својим списима, истраживач и хералдичар Шавли, наводи да је покрајински грб настао прије успона Крањске у војводство, 1364. године, а према неким другим изворима се помињу 1156. и 1161. година.

### Опис и историја грба
Књига грбова из 1370. године описује да је грб земље Крањске хералдички плав орао (током полетања), на бијелој (хералдичко сребрној) позадини, са главом окренутом у десно (према хералдичким критеријумима), и обојеним црвено-бијелим обрутим полумјесец (окренут према доље). Године 1463. светоримски цар Фридрих II, цар Светог римског царства дозволио је крањским покрајинским имањима (крањска војска спасила његово царство, а такође и живот у борби) да користи грб, али са златном комбинацијом у полумјесецу, уместо бијелог (сребреног) и да на главу орла стоји царска круна.
Грб Крањске је 1836. године изгубио своју круну и почео да се појављује у оригиналној сребрној верзији, захваљујући царевој реформи Фердинанда I, који је промјенио царске наслове, као и грбе неких земаља. Пошто царска уредба потребна за ову промену није издата, крањски покрајински посједи послали су жалбу царском уреду у Бечу, али службено образложење није објављено до распада Монархије.